# 日本神経科学学会
日本神経科学学会（にほんしんけいかがくがっかい、英; Japan Neuroscience Society）は、神経科学のすべての分野における研究と教育の総合的な進歩発展を図ることを目的として組織された日本の学術団体である（定款1条、3条）。

## 概略
会員が業績を発表討議するための大会を毎年1回開催する（定款4条）。また、国際脳研究機構の団体会員である（定款4条）。研究者を育成するために時実賞、塚原賞などを授与する。

## 事務局
- 〒113-0033　東京都文京区本郷七丁目2番2号 本郷ビル9階

## 沿革
- 1974年10月に日本神経科学協会が設立した[3]。
- 1978年に第1回学術大会を開催した[3]。
- 1991年に日本神経科学協会から日本神経科学学会に名称を変更した。この当時、会員は約1,500名[3]。
- 2008年7月に会員は約5,200名[3]。